# Mordellistena bavarica
Mordellistena bavarica es una especie de coleóptero de la familia Mordellidae.

## Distribución geográfica
Habita en Alemania.